# XP-62 (航空機)

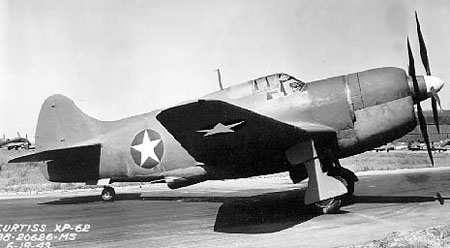

XP-62は、アメリカ陸軍航空軍の試作戦闘機。カーチス・ライト社が第二次世界大戦中に開発し試作機を飛行させた最後の機体である。機体の大きさで有名なP-47よりもさらに大きな単発単座の高高度用戦闘機であり、与圧式の操縦席を備えて、強力な2,300 HPのライト R-3350エンジンと2重反転プロペラを採用した。

## 概要
高空用の重武装戦闘機として、1941年にアメリカ陸軍が提示した要求に応じて開発された。
1941年1月から開発がはじまったが、開発は難航し、要求仕様を下げてもなお要求期日には間に合わない見込みとなった。高高度性能の低さと、同じカーチス社で製造するP-47Gの納入に影響することが懸念されて、1943年7月に陸軍は開発をキャンセルした。1942年に100機の発注契約が結ばれていたが、これもキャンセルされている。
試作機のみ製作が続けられたものの、エンジンと与圧装置の開発の遅れにより初飛行の予定は10ヶ月ほど遅れ、1943年7月21日の初飛行の時点でも与圧装置は間に合わなかった。1944年2月に与圧装置の研究のために数度の飛行をおこなって、1機だけ製作された試作機はスクラップにされた。

## 仕様

### 概要
- 乗員: パイロット1名
- 全長: 12.04 m
- 全幅: 16.36 m
- 全高: 4.95 m
- 翼面積: 39.0 m2
- 空虚重量: 5,340 kg
- 運用重量: 6,650 kg
- 最大離陸重量: 7,553 kg
- エンジン: ライト製 R-3350-17 星形レシプロエンジン × 1
- 出力: 2,300 hp (1,716 kW)

### 性能（推定値）
- 最大速度: 721 km/h
- 航続距離: 2,414 km
- 実用上昇限度: 35,700 ft (10,884 m)
- 翼面荷重: 171 kg/m2

### 武装（計画）
- 20mm機関砲 × 4